# PlanetMath
PlanetMath – wolna encyklopedia matematyczna typu Wiki, rozwijana online, hostowana przez Digital Library Research Lab w Virginia Tech.
Encyklopedia PlanetMath została uruchomiona po tymczasowym usunięciu z Sieci encyklopedii MathWorld, co było wynikiem decyzji sądu w procesie wytoczonym przez CRC Press przeciwko firmie Wolfram Research i jej pracownikowi Ericowi Weissteinowi. PlanetMath jest encyklopedią bardziej formalną i akademicką niż MathWorld.
PlanetMath wykorzystuje licencję typu copyleft, GNU Free Documentation License, tę samą, którą stosuje Wikipedia. Cała zawartość (w 2005 ponad 4 tys. haseł) jest pisana w popularnym wśród matematyków systemie LaTeX i klasyfikowana za pomocą systemu opracowanego przez American Mathematical Society. Użytkownicy mogą tworzyć dodatki, erraty i dyskusje dotyczące konkretnych artykułów, dostępny jest też mechanizm powiadamiania innych osób.
Oprogramowanie Noösphere (licencja BSD) sterujące PlanetMath jest napisane w języku Perl i działa pod kontrolą systemu operacyjnego Linux, na serwerze Apache.